# Xã Pearl Lake, Quận LaMoure, Bắc Dakota
Xã Pearl Lake (tiếng Anh: Pearl Lake Township) là một xã thuộc quận LaMoure, tiểu bang Bắc Dakota, Hoa Kỳ. Năm 2010, dân số của xã này là 54 người.